# Orto botanico di Bergamo Lorenzo Rota
L'Orto botanico di Bergamo "Lorenzo Rota", che si trova sul Colle aperto di Città Alta, è un piccolo laboratorio naturalistico dove la passione e l'arte degli addetti fanno convivere piante esotiche con quelle indigene. Fa parte della Rete degli Orti botanici della Lombardia, associazione che l'Orto di Bergamo ha contribuito in modo determinante a creare e che ha come scopo la "tutela, la conoscenza, la promozione e la valorizzazione del patrimonio degli Orti botanici, della natura e dell'ambiente". È intitolato a Lorenzo Rota, medico e botanico che per primo descrisse la flora della provincia di Bergamo. I 10.000 campioni da lui raccolti sono custoditi nell’erbario dell’Orto Botanico costituito da circa 50.000 exiccata. 

## Descrizione
La sezione storica di Città Alta “Una Finestra sul Paesaggio”, 3.000 mq con circa 1000 specie,  è organizzata in aiuole tematiche in larga misura dedicate alla flora autoctona, ma rappresentative anche della flora italiana e di altri continenti.
Si possono osservare specie botaniche differenti che comprendono endemismi orobici, quali la Sanguisorba dodecandra, nonché diverse specie di piante carnivore (tra tutte la Drosera carnivora), piante acquatiche e piante officinali, in un insieme sapientemente assortito. 
Ha portato avanti, con successo, il tentativo di recuperare e reintrodurre una felce quasi del tutto scomparsa, la Osmunda regalis, una volta presente nella Valcalepio e lungo le sponde del fiume Adda
Il sito gode di un panorama verso l'anfiteatro delle Prealpi Orobiche, ma anche verso Città Alta.
È presente anche una piccola serra di piante succulente. 
Da maggio 2015 l'Orto botanico si è arricchito di una nuova sezione di Astino -  “Valle della Biodiversità” dedicata in particolare alla biodiversità delle piante alimentari, con oltre 1200 varietà dall’Italia e dal mondo, coltivate su una superficie di 9000 mq. nei pressi del monastero di Astino e del SIC “Boschi dell’Astino e dell’Allegrezza"
Parte integrante dell'Orto botanico di Bergamo è la Sala Viscontea, spazio polifunzionale di origine trecentesca, perfetto per accogliere attività culturali per il pubblico. 
Durante l’anno vengono organizzate molte attività per avvicinare il pubblico al mondo vegetale, mostre temporanee, laboratori educativi, conversazioni convegni, proiezioni, concerti e spettacoli ecc. 
I servizi educativi propongono occasioni di relazione, incontro, scambio, costruzione della conoscenza attraverso attività basate sull’esperienzialità, sulla didattica hands on, sulle metodologie di coinvolgimento attivo come l'Inquiry Based Science Education (IBSE) e sull’interattività. 
Negli ultimi anni è stata potenziata la funzione di museo di relazione: l’Orto botanico si rivolge a nuovi pubblici e promuove la coesione e l’inclusione sociale, incentiva progetti di volontariato e accoglie nei propri spazi persone diversamente abili e inserimenti lavorativi. 
L’Orto Botanico ha partecipato, in qualità di unico partner italiano al progetto europeo sulla sicurezza alimentare Big Picnic - Big Questions – engaging the public with Responsible Research and Innovation on Food Security.

## Storia
In Europa, nella seconda metà del XX secolo, ci fu un crescente interesse nei confronti della botanica, sia in un’ottica ricreativa che didattica. Diversi naturalisti ed associazioni erano favorevoli alla creazione di un Orto Botanico nella città di Bergamo. Nel 1968 l’Amministrazione Comunale ha sostenuto la creazione del Giardino Botanico “Lorenzo Rota”, primo botanico che ha studiato le specie vegetali della provincia di Bergamo, ad opera di  due esperti in ambito naturalistico: l’ingegnere Luciano Malanchini e il pittore Guido Isnenghi. Nel 1969 venne approvato il loro progetto, così iniziarono i lavori. L’inaugurazione avvenne nel 1972 e per qualche anno ebbe molto successo, però sfortunatamente durante gli anni Ottanta il Giardino subì un processo di declino.
Per questo motivo, nel 1991 venne consegnata la gestione al Museo Civico di Scienze Naturali “Enrico Caffi”. Questo evento fece sì che il posto venne denominato Orto Botanico “Lorenzo Rota” e la sua funzione si focalizzasse maggiormente sulla coltivazione e sullo studio scientifico delle piante. La nuova gestione migliorò sia l’aspetto e la struttura organizzativa dell’Orto, che le collaborazioni con enti locali, nazionali ed internazionali. Dal 2000 l’Orto divenne un civico istituto culturale.

## Specie conservate
A luglio del 2009 l'Orto Botanico coltivava circa 1200 taxa e conservava “oltre 45.000 campioni d’erbario, sia storici che attuali, incrementati con la raccolta diretta da parte del personale e dei collaboratori dell’Orto ma anche per le donazioni di privati cittadini e associazioni”.

## Mostre ed esposizioni artistiche

### Mostre di pittura botanica
L’Orto Botanico “Lorenzo Rota” ha ospitato numerose mostre di arte botanica. Nel 1996 ci fu una mostra sulle collezioni vive permanenti. Nel 1999 ci fu una mostra di arte sulla foresta atlantica brasiliana, con disegni di Margherita Leoni. Nel 2001 ospitò una mostra sulle orchidee brasiliane ritratte da Margherita Leoni. Nel 2002 ci fu una mostra di 11 pittori e 2 pittrici sulla pittura botanica contemporanea. Nel 2006 si ebbe una mostra sulle erbe e i fiori di Giacomo Manzù grazie alla collaborazione con la Galleria d’Arte Moderna e Contemporanea di Bergamo. Nel 2007 l’Orto ospitò una mostra di arte botanica dedicata alla flora selvaggia.

### Mostra sulla relazione tra botanica e musica
Nel 2007 fu allestita una mostra itinerante dedicata agli strumenti musicali e alla loro creazione. Questa mostra evidenziava la relazione tra uomini e piante e l’importanza della gestione sostenibile delle foreste.

## Statistiche sui visitatori
Nell’anno 2019 i visitatori dell’Orto Botanico furono 72.328, di cui 36.759 nella sezione di Colle Aperto, 16.781 nella Sala Viscontea e 18.788 nella “Valle della Biodiversità” di Astino. Il 23 % dei visitatori vengono dall’estero, il 31 % da Bergamo, il 39 % dalla Provincia di Bergamo, il 9 % dalla Lombardia e il restante 8 % da altre parti dell’Italia.

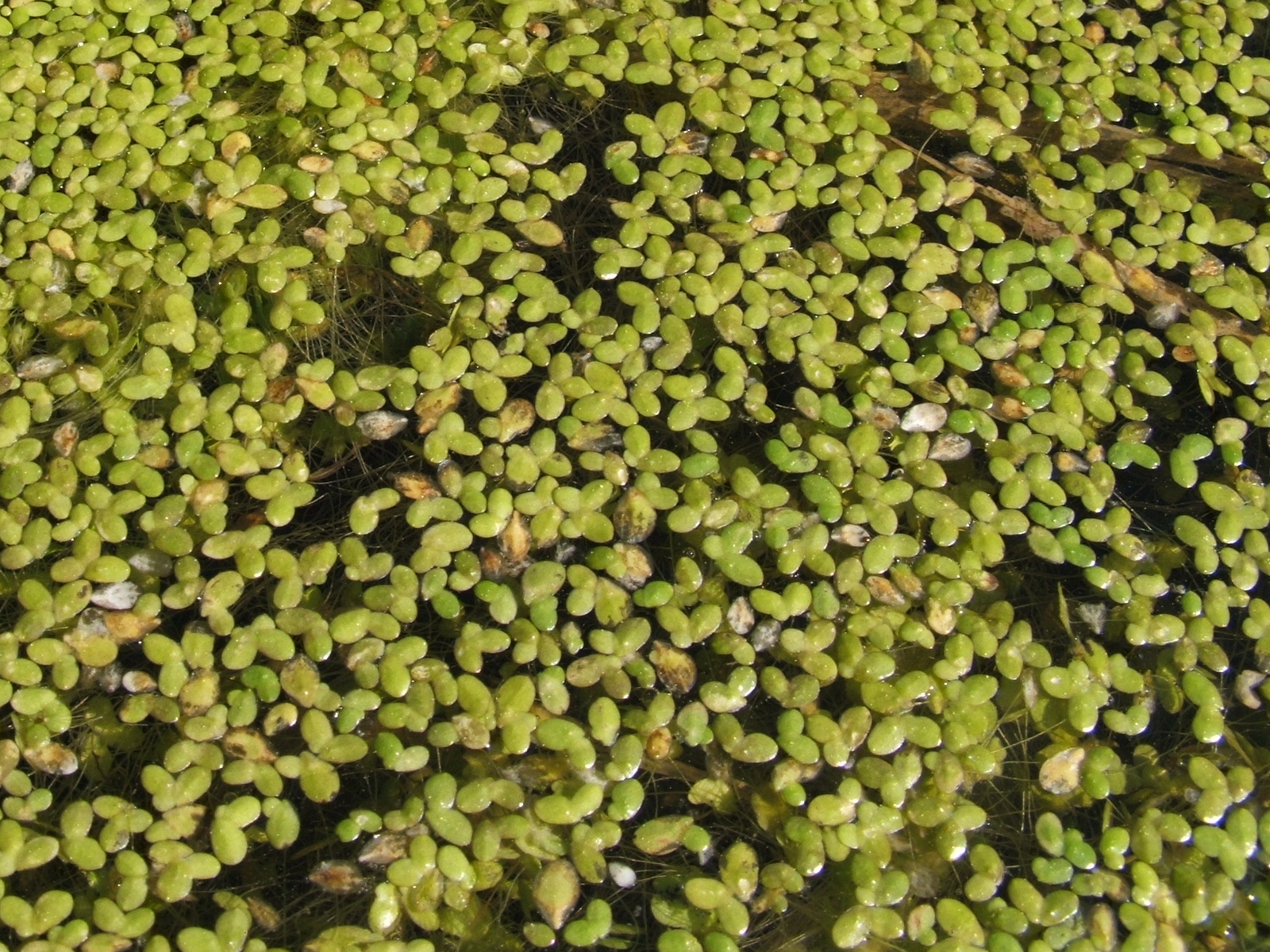
Lenticchia d'acqua